# Sulfato de zinc
El sulfato de zinc, también conocido como sulfato de cinc, vitriolo blanco, vitriolo de Goslar, Goslarita o caparrosa blanca, es un compuesto químico cristalino, incoloro y soluble en agua, de fórmula ZnSO4, aunque siempre va acompañado de un determinado número de moléculas de agua de hidratación.

## Formas hidratadas y anhidra
Suele presentarse como sal heptahidratada, ZnSO4·7H2O. 
A 30 °C pierde una molécula de agua y se transforma en ZnSO4·6H2O. 
A 70 °C pierde otras cinco moléculas de agua y se transforma en ZnSO4·H2O. Finalmente, a 280 °C pierde la última molécula de agua y se transforma en la sal anhidra.

## Obtención
En la Naturaleza se presenta formando parte del mineral goslarita (heptahidrato), conocido también como "vitriolo blanco" y de la bianchita (hexahidrato). Puede prepararse por reacción de zinc o del óxido de zinc con ácido sulfúrico en disolución acuosa. 
{\displaystyle \mathrm {Zn+H_{2}SO_{4}\longrightarrow ZnSO_{4}+H_{2}} }
{\displaystyle \mathrm {ZnO+H_{2}SO_{4}\longrightarrow ZnSO_{4}+H_{2}O} }
O por oxidación enérgica del sulfuro de zinc, componente de la blenda.
{\displaystyle \mathrm {ZnS+2\ O_{2}\longrightarrow ZnSO_{4}} }.
También puede prepararse añadiendo zinc sólido a disoluciones de sulfato de cobre (II) o sulfato de hierro (II). 
{\displaystyle \mathrm {Zn+CuSO_{4}\longrightarrow ZnSO_{4}+Cu} }.
{\displaystyle \mathrm {Zn+FeSO_{4}\longrightarrow ZnSO_{4}+Fe} }.

## Usos
Se usa como suplemento de zinc en la alimentación animal, para preparar abonos y sprays agrícolas. ZnSO4·7H2O se usa en fabricación de litopón (blanco de zinc), y rayón (seda artificial), como conservante de madera, como electrolitos para plateado con zinc (zincado), como mordiente de coloración, para preservar pieles y cuero, y en Medicina, como astringente y emético.
Una disolución acuosa de sulfato de zinc resulta efectiva para eliminar musgo de los pavimentos y suelos.

Se han referido usos del sulfato de zinc para enmascarar las pruebas y análisis antidroga porque actúa como quelante de las moléculas, retirándolas de la orina.